# گمینا کوو
گمینا کُوو (به لهستانی:  Gmina Koło) یک گمینا در لهستان است که در شهرستان کووو واقع شده‌است. گمینا کووو ۱۰۱٫۸۸ کیلومتر مربع مساحت و ۶٬۹۹۵ نفر جمعیت دارد.